# Campeonato Brasileiro Série A 2016
Il Campeonato Brasileiro Série A 2016 (in italiano Campionato Brasiliano Serie A 2016) è stato la 46ª edizione del massimo campionato brasiliano di calcio.

## Formula
Girone all'italiana con partite di andata e ritorno. Vince il campionato la squadra che totalizza più punti, retrocedono in Série B le ultime 4 classificate. In caso di arrivo a pari punti tra due o più squadre, per determinarne l'ordine in classifica sono utilizzati, nell'ordine, i seguenti criteri:
1. Maggior numero di vittorie;
2. Miglior differenza reti;
3. Maggior numero di gol segnati;
4. Confronto diretto (solo nel caso di arrivo a pari punti di due squadre);
5. Minor numero di espulsioni;
6. Minor numero di ammonizioni;
7. Sorteggio.

## Squadre partecipanti
| Squadra          | Città          | Stato             | Stadio                                                                 | Capacità             | Stagione 2015           |
| ---------------- | -------------- | ----------------- | ---------------------------------------------------------------------- | -------------------- | ----------------------- |
| América-MG       | Belo Horizonte | Minas Gerais      | Independência                                                          | 23 018               | 4° in Série B           |
| Atlético Mineiro | Belo Horizonte | Minas Gerais      | Independência                                                          | 23 018               | 2° in Série A           |
| Athl. Paranaense | Curitiba       | Paraná            | Arena da Baixada                                                       | 40 305               | 10° in Série A          |
| Botafogo         | Rio de Janeiro | Rio de Janeiro    | Arena Botafogo                                                         | 18 000               | 1° in Série B           |
| Chapecoense      | Chapecó        | Santa Catarina    | Arena Condá                                                            | 15 765               | 14° in Série A          |
| Corinthians      | San Paolo      | San Paolo         | Arena Corinthians                                                      | 45 000               | Vincitore della Série A |
| Coritiba         | Curitiba       | Paraná            | Couto Pereira                                                          | 40 502               | 15° in Série A          |
| Cruzeiro         | Belo Horizonte | Minas Gerais      | Mineirão                                                               | 61 846               | 8° in Série A           |
| Figueirense      | Florianópolis  | Santa Catarina    | Orlando Scarpelli                                                      | 19 584               | 16° in Série A          |
| Flamengo         | Rio de Janeiro | Rio de Janeiro    | Maracanã Mané Garrincha (Brasilia) Raulino de Oliveira (Volta Redonda) | 78 838 72 788 18 230 | 12° in Série A          |
| Fluminense       | Rio de Janeiro | Rio de Janeiro    | Giulite Coutinho (Mesquita)                                            | 13 544               | 13° in Série A          |
| Grêmio           | Porto Alegre   | Rio Grande do Sul | Arena do Grêmio                                                        | 55 662               | 3° in Série A           |
| Internacional    | Porto Alegre   | Rio Grande do Sul | Beira-Rio                                                              | 50 128               | 5° in Série A           |
| Palmeiras        | San Paolo      | San Paolo         | Allianz Parque                                                         | 43 713               | 9° in Série A           |
| Ponte Preta      | Campinas       | San Paolo         | Moisés Lucarelli                                                       | 17 728               | 11° in Série A          |
| San Paolo        | San Paolo      | San Paolo         | Morumbi                                                                | 72 039               | 4° in Série A           |
| Santa Cruz       | Recife         | Pernambuco        | Arruda                                                                 | 60 044               | 2° in Série B           |
| Santos           | Santos         | San Paolo         | Vila Belmiro                                                           | 16 068               | 7° in Série A           |
| Sport Recife     | Recife         | Pernambuco        | Ilha do Retiro                                                         | 32 983               | 6° in Série A           |
| Vitória          | Salvador       | Bahia             | Barradão                                                               | 34 535               | 3° in Série B           |

1. ↑  Utilizzati anche lo stadio do Café di Londrina (29ª giornata) e il Mineirão (35ª giornata).
2. ↑  Utilizzato anche il Mineirão (10ª, 12ª, 30ª e 33ª giornata).
3. ↑  Utilizzato anche lo stadio Durival Britto (31ª giornata).
4. ↑  Utilizzati anche lo stadio Raulino de Oliveira di Volta Redonda (1ª, 7ª e 8ª giornata), lo stadio Mario Helênio di Juiz de Fora (3ª, 10ª, 13ª e 21ª giornata) e lo stadio Mané Garrincha di Brasilia (5ª giornata).
5. ↑  Utilizzato anche lo stadio Pacaembu (19ª giornata).
6. ↑  Utilizzato anche lo stadio Durival Britto (5ª giornata).
7. ↑  Utilizzato anche lo stadio Independência (18ª e 20ª giornata).
8. ↑  Utilizzati anche l'Arena das Dunas di Natal (11ª giornata), lo stadio Kléber Andrade di Cariacica (12ª, 16ª, 19ª, 23ª e 27ª giornata) e lo stadio Pacaembu di San Paolo (26ª e 29ª giornata).
9. ↑  Utilizzati anche lo stadio Raulino de Oliveira di Volta Redonda (2ª, 4ª, 7ª e 13ª giornata), lo stadio Mané Garrincha di Brasilia (8ª e 22ª giornata), lo stadio Kléber Andrade di Cariacica (10ª e 20ª giornata), lo stadio Luso Brasileiro (30ª giornata) e il Maracanã (33ª, 35ª e 38ª giornata).
10. ↑  Utilizzati anche lo stadio Pacaembu (5ª giornata) e lo stadio Fonte Luminosa di Araraquara (30ª giornata).
11. ↑  Utilizzato anche lo stadio Pacaembu (30ª giornata).
12. ↑  Utilizzata anche l'Arena Pernambuco di São Lourenço da Mata (23ª giornata) e l'Arena Pantanal di Cuiabá (30ª giornata).
13. ↑  Utilizzati anche lo stadio Pacaembu di San Paolo (6ª, 11ª e 26ª giornata) e l'Arena Pantanal di Cuiabá (18ª giornata).
14. ↑  Utilizzata anche l'Arena Pernambuco di São Lourenço da Mata (20ª e 22ª giornata).
15. ↑  Utilizzati anche l'Arena Fonte Nova (4ª e 29ª giornata) e lo stadio Joia da Princesa di Feira de Santana (18ª giornata).

### Allenatori
| Squadra          | Allenatore |
| ---------------- | --- |
| América-MG       | Givanildo Oliveira (1ª-5ª) Cláudio Prates (6ª, interim) Sérgio Vieira (7ª-15ª) Enderson Moreira                             |
| Atlético Mineiro | Diego Aguirre (1ª) Marcelo Oliveira (2ª-36ª) Diogo Giacomini (37ª-38ª, interim)                                             |
| Athl. Paranaense | Paulo Autuori |
| Botafogo         | Ricardo Gomes (1ª-19ª) Jair Ventura                                                                                         |
| Chapecoense      | Guto Ferreira (1ª-10ª) Emerson Cris (11ª, interim) Caio Júnior                                                              |
| Corinthians      | Tite (1ª-7ª) Fábio Carille (8ª-9ª, interim) Cristóvão Borges (10ª-26ª) Fábio Carille (27ª-30ª, interim) Oswaldo de Oliveira |
| Coritiba         | Gilson Kleina (1ª-5ª) Pachequinho (6ª-19ª, interim) Paulo César Carpegiani                                                  |
| Cruzeiro         | Geraldo Delamore (1ª, interim) Paulo Bento (2ª-16ª) Mano Menezes                                                            |
| Figueirense      | Vinícius Eutrópio (1ª-14ª) Argel Fucks (15ª-21ª) Tuca Guimarães (22ª-26ª) Marquinhos Santos                                 |
| Flamengo         | Muricy Ramalho (1ª-3ª) Zé Ricardo                                                                                           |
| Fluminense       | Levir Culpi (1ª-34ª) Marcão (interim)                                                                                       |
| Grêmio           | Roger Machado (1ª-25ª) James Freitas (26ª, interim) Renato Portaluppi                                                       |
| Internacional    | Argel Fucks (1ª-14ª) Paulo Roberto Falcão (15ª-19ª) Celso Roth (20ª-35ª) Lisca                                              |
| Palmeiras        | Cuca |
| Ponte Preta      | Eduardo Baptista (1ª-37ª) Felipe Moreira (38ª)                                                                              |
| San Paolo        | Edgardo Bauza (1ª-18ª) André Jardine (19ª-20ª, interim) Ricardo Gomes (21ª-36ª) Pintado (38ª, interim)                      |
| Santa Cruz       | Milton Mendes (1ª-19ª) Doriva (20ª-32ª) Adriano Teixeira (interim)                                                          |
| Santos           | Dorival Júnior |
| Sport Recife     | Oswaldo de Oliveira (1ª-30ª) Daniel Paulista                                                                                |
| Vitória          | Vágner Mancini (1ª-24ª) Argel Fucks                                                                                         |

1. ↑  Sostituito in panchina da Jayme de Almeida nella 2 e 3ª giornata.

## Risultati
Il calendario è stato definito l'11 marzo 2016.
| Casa/Trasferta | AME | ATM  | ATP | BOT | CHA | CRN | CRT | CRU | FIG | FLA | FLU | GRÊ | INT | PAL | POP | SPA | SCR | SAN | SPO | VIT |
| -------------- | --- | ---- | --- | --- | --- | --- | --- | --- | --- | --- | --- | --- | --- | --- | --- | --- | --- | --- | --- | --- |
| América-MG     |     | 0–1  | 1–0 | 1–0 | 1–2 | 0–2 | 2–1 | 0–2 | 1–0 | 0–1 | 0–1 | 0–0 | 1–0 | 0–2 | 1–2 | 1–0 | 0–3 | 1–0 | 2–2 | 1–1 |
| Atlético-MG    | 3–0 |      | 1–0 | 5–3 | 3–1 | 2–1 | 2–1 | 2–3 | 3–0 | 2–2 | 1–1 | 0–3 | 3–1 | 1–1 | 3–0 | 1–2 | 3–0 | 1–0 | 1–0 | 2–1 |
| Atlético-PR    | 1–0 | 1–1  |     | 1–0 | 3–1 | 2–0 | 2–0 | 1–0 | 2–1 | 0–0 | 1–0 | 2–0 | 2–1 | 0–1 | 3–0 | 1–0 | 1–0 | 1–0 | 2–0 | 1–1 |
| Botafogo       | 3–1 | 3–2  | 2–1 |     | 0–2 | 2–0 | 0–0 | 0–1 | 0–0 | 3–3 | 1–0 | 2–1 | 1–0 | 3–1 | 1–1 | 0–1 | 2–1 | 0–1 | 3–0 | 1–1 |
| Chapecoense    | 3–1 | n.d. | 0–0 | 2–1 |     | 0–2 | 1–0 | 3–2 | 1–0 | 1–3 | 0–0 | 3–3 | 1–0 | 1–1 | 2–2 | 2–0 | 1–1 | 0–1 | 3–0 | 1–4 |
| Corinthians    | 2–0 | 0–0  | 0–0 | 3–1 | 1–1 |     | 2–1 | 1–1 | 1–1 | 4–0 | 0–1 | 0–0 | 1–0 | 0–2 | 3–0 | 1–1 | 2–1 | 1–0 | 3–0 | 2–1 |
| Coritiba       | 3–0 | 2–0  | 1–0 | 0–0 | 3–4 | 1–1 |     | 1–0 | 0–0 | 0–2 | 1–1 | 4–0 | 1–1 | 2–2 | 3–1 | 1–1 | 1–0 | 2–1 | 3–2 | 0–1 |
| Cruzeiro       | 1–1 | 1–1  | 0–3 | 0–2 | 0–0 | 3–2 | 2–2 |     | 2–2 | 0–1 | 4–2 | 1–0 | 4–2 | 2–1 | 2–0 | 0–1 | 2–0 | 2–2 | 1–2 | 2–2 |
| Figueirense    | 2–2 | 1–1  | 1–0 | 0–1 | 1–1 | 1–1 | 0–0 | 1–2 |     | 1–0 | 1–0 | 0–0 | 3–2 | 1–2 | 0–0 | 1–0 | 3–1 | 2–2 | 1–1 | 1–0 |
| Flamengo       | 2–1 | 2–0  | 1–0 | 0–0 | 2–2 | 2–2 | 2–2 | 2–1 | 2–0 |     | 1–2 | 2–1 | 1–0 | 1–2 | 2–1 | 2–2 | 3–0 | 2–0 | 1–0 | 1–0 |
| Fluminense     | 1–0 | 4–2  | 1–1 | 1–0 | 1–2 | 1–0 | 0–0 | 2–0 | 3–2 | 1–2 |     | 1–1 | 1–1 | 0–2 | 3–0 | 1–2 | 2–2 | 2–4 | 3–1 | 2–2 |
| Grêmio         | 3–0 | 1–1  | 1–0 | 0–1 | 1–0 | 3–0 | 2–0 | 2–0 | 2–1 | 1–0 | 0–1 |     | 0–0 | 0–0 | 1–0 | 1–0 | 0–0 | 3–2 | 0–3 | 1–2 |
| Internacional  | 3–1 | 2–0  | 1–0 | 2–3 | 0–0 | 0–1 | 1–0 | 1–0 | 1–0 | 2–1 | 2–2 | 0–1 |     | 0–1 | 1–1 | 1–1 | 1–1 | 2–1 | 1–0 | 0–1 |
| Palmeiras      | 2–0 | 0–1  | 4–0 | 1–0 | 1–0 | 1–0 | 2–1 | 0–0 | 4–0 | 1–1 | 2–0 | 4–3 | 1–0 |     | 2–2 | 2–1 | 3–1 | 1–1 | 2–1 | 2–1 |
| Ponte Preta    | 1–1 | 1–2  | 3–2 | 2–0 | 2–1 | 2–0 | 2–0 | 0–4 | 2–0 | 1–2 | 1–0 | 3–0 | 2–2 | 2–1 |     | 1–0 | 3–0 | 1–2 | 2–1 | 2–0 |
| San Paolo      | 3–0 | 1–2  | 2–1 | 0–1 | 2–2 | 4–0 | 0–0 | 1–0 | 3–1 | 0–0 | 2–1 | 1–1 | 1–2 | 1–0 | 2–0 |     | 5–0 | 0–1 | 0–0 | 2–0 |
| Santa Cruz     | 1–0 | 3–3  | 1–0 | 0–1 | 2–2 | 2–4 | 0–1 | 4–1 | 1–0 | 0–1 | 0–1 | 5–1 | 1–0 | 2–3 | 0–3 | 1–2 |     | 0–2 | 0–1 | 4–1 |
| Santos         | 1–0 | 3–0  | 2–0 | 3–0 | 3–0 | 2–1 | 2–1 | 2–0 | 0–1 | 0–0 | 2–1 | 1–1 | 0–1 | 1–0 | 3–1 | 3–0 | 3–2 |     | 2–0 | 3–2 |
| Sport          | 1–1 | 4–4  | 2–0 | 1–1 | 5–1 | 0–2 | 0–1 | 0–1 | 2–0 | 1–0 | 2–1 | 4–2 | 1–1 | 1–3 | 1–0 | 1–1 | 5–3 | 1–0 |     | 1–0 |
| Vitória        | 2–1 | 1–1  | 3–2 | 0–1 | 1–2 | 3–2 | 3–1 | 0–1 | 4–0 | 1–2 | 0–0 | 0–1 | 1–0 | 1–2 | 1–1 | 2–0 | 2–2 | 2–3 | 3–2 |     |

1. ↑  Chapecoense e Atlético Mineiro hanno deciso di non disputate la partita, valevole per la 38ª e ultima giornata, in seguito al disastro aereo del 28 novembre 2016 che ha coinvolto la Chapecoense. La CBF ha annullato l'incontro e decretato la sconfitta a tavolino con 3 reti subite per entrambe le squadre.[63][64]

## Classifica finale
|  | Pos. | Squadra          | Pt | G  | V  | N  | P  | GF | GS | DR  |
|  | ---- | ---------------- | -- | -- | -- | -- | -- | -- | -- | --- |
|  | 1.   | Palmeiras        | 80 | 38 | 24 | 8  | 6  | 62 | 32 | +30 |
|  | 2.   | Santos           | 71 | 38 | 22 | 5  | 11 | 59 | 35 | +24 |
|  | 3.   | Flamengo         | 71 | 38 | 20 | 11 | 7  | 52 | 35 | +17 |
|  | 4.   | Atlético Mineiro | 62 | 38 | 17 | 11 | 10 | 61 | 53 | +8  |
|  | 5.   | Botafogo         | 59 | 38 | 17 | 8  | 13 | 43 | 39 | +4  |
|  | 6.   | Athl. Paranaense | 57 | 38 | 17 | 6  | 15 | 38 | 32 | +6  |
|  | 7.   | Corinthians      | 55 | 38 | 15 | 10 | 13 | 48 | 42 | +6  |
|  | 8.   | Ponte Preta      | 53 | 38 | 15 | 8  | 15 | 48 | 52 | –4  |
|  | 9.   | Grêmio           | 53 | 38 | 14 | 11 | 13 | 41 | 44 | –3  |
|  | 10.  | San Paolo        | 52 | 38 | 14 | 10 | 14 | 44 | 36 | +8  |
|  | 11.  | Chapecoense      | 52 | 38 | 13 | 13 | 12 | 49 | 56 | –7  |
|  | 12.  | Cruzeiro         | 51 | 38 | 14 | 9  | 15 | 48 | 49 | –1  |
|  | 13.  | Fluminense       | 50 | 38 | 13 | 11 | 14 | 45 | 45 | 0   |
|  | 14.  | Sport Recife     | 47 | 38 | 13 | 8  | 17 | 49 | 55 | –6  |
|  | 15.  | Coritiba         | 46 | 38 | 11 | 13 | 14 | 41 | 42 | –1  |
|  | 16.  | Vitória          | 45 | 38 | 12 | 9  | 17 | 51 | 53 | –2  |
|  | 17.  | Internacional    | 43 | 38 | 11 | 10 | 17 | 35 | 41 | –6  |
|  | 18.  | Figueirense      | 37 | 38 | 8  | 13 | 17 | 30 | 50 | –20 |
|  | 19.  | Santa Cruz       | 31 | 38 | 8  | 7  | 23 | 45 | 69 | –24 |
|  | 20.  | América-MG       | 28 | 38 | 7  | 7  | 24 | 23 | 58 | –35 |

Legenda:
     Campione del Brasile e ammessa alla Coppa Libertadores 2017
     Ammesse alla fase a gironi Coppa Libertadores 2017
     Ammesse ai preliminari della Coppa Libertadores 2017
     Ammesse alla Coppa Sudamericana 2017
     Retrocesse in Série B 2017
Note:
Tre punti a vittoria, uno a pareggio, zero a sconfitta.

### Capoliste solitarie
- 5ª giornata:  Internacional
- Dalla 7ª all'8ª giornata:  Internacional
- Dalla 10ª alla 16ª giornata:  Palmeiras
- 17ª giornata:  Corinthians
- Dalla 19ª giornata alla 38ª giornata:  Palmeiras

## Verdetti
- Palmeiras campione del Brasile 2016.
- Palmeiras, Flamengo, Santos, Atlético Mineiro, Grêmio[66] e Chapecoense[67] qualificati per la fase a gironi della Coppa Libertadores 2017.
- Botafogo e Atlético Paranaense qualificati per i preliminari della Coppa Libertadores 2017.
- Corinthians, Ponte Preta, San Paolo, Cruzeiro, Fluminense e Sport qualificati per la Coppa Sudamericana 2017.
- Internacional, Figueirense, Santa Cruz e America-MG retrocessi in Série B.

## Classifica marcatori
Aggiornata all'11 dicembre 2016.
| Gol |  |  | Giocatore              | Squadra                              |
| --- |  |  | ---------------------- | ------------------------------------ |
| 14  |  |  | Diego Souza            | Sport Recife                         |
| 14  |  |  | Fred                   | Fluminense (2) Atlético Mineiro (12) |
| 14  |  |  | William Pottker        | Ponte Preta                          |
| 13  |  |  | Grafite                | Santa Cruz                           |
| 12  |  |  | Gabriel Jesus          | Palmeiras                            |
| 12  |  |  | Marinho                | Vitória                              |
| 12  |  |  | Robinho                | Atlético Mineiro                     |
| 12  |  |  | Sassá                  | Botafogo                             |
| 11  |  |  | Ricardo Oliveira       | Santos                               |
| 10  |  |  | Bruno Rangel           | Chapecoense                          |
| 10  |  |  | Jonathan Copete        | Santos                               |
| 10  |  |  | Keno                   | Santa Cruz                           |
| 10  |  |  | Vitor Bueno            | Santos                               |
| 9   |  |  | Andrés Chávez          | San Paolo                            |
| 9   |  |  | Cícero                 | Fluminense                           |
| 9   |  |  | Giorgian De Arrascaeta | Cruzeiro                             |
| 9   |  |  | Paolo Guerrero         | Flamengo                             |
| 9   |  |  | Kempes                 | Chapecoense                          |
| 9   |  |  | Kieza                  | Vitória                              |
| 9   |  |  | Kléber                 | Coritiba                             |
| 9   |  |  | Pablo                  | Athl. Paranaense                     |
| 9   |  |  | Rogério                | San Paolo                            |